# Turkestan

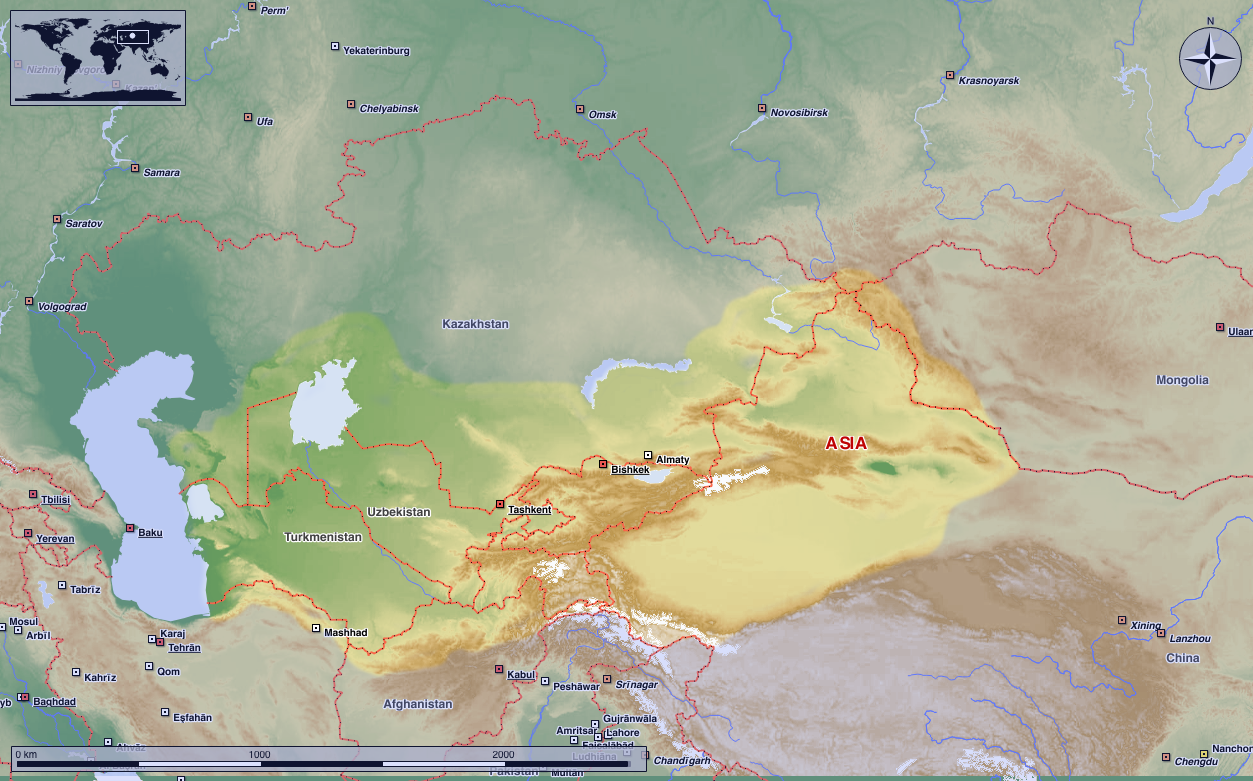
Bản đồ Turkestan (màu da cam) với biên giới của các quốc gia ngày nay có màu trắng

Turkestan (còn gọi là Turkistan hay Türkistan) là một khu vực ở Trung Á, ngày nay là khu vực mà chủ yếu là các dân tộc Turk sinh sống. Trong khu vực này có một số thành phố lớn của nền văn minh Ba Tư, nổi tiếng nhất là Samarkand và Bukhara, cũng như còn một lượng đáng kể người gốc Iran, ngày nay gọi là người Tajik.
Nó được phân chia thành Tây Turkestan (Turkestan thuộc Nga) và Đông Turkestan (Turkestan thuộc Trung Quốc), với các dãy núi Thiên Sơn và Pamir tạo thành sự phân chia tự nhiên gần đúng giữa hai vùng.

## Khái quát
Tây Turkestan trong lịch sử còn được biết đến như là Sogdiana; Ma wara'u'n-nahr (theo những người Ả Rập) và Transoxiana theo cách gọi của các nhà thám hiểm phương Tây. Hai tên gọi cuối này là để chỉ vị trí của nó ở mé bên kia sông Amu Darya khi đi tới từ phía nam, là một minh chứng cho quan hệ lịch sử lâu dài của Turkestan với Iran, các đế chế Ba Tư, các vương triều Hồi giáo Umayyad và Abbasid. Khu vực này đã trở thành một phần của Đế chế Nga vào những năm thập niên 1860, và do đó đôi khi được gọi là Turkestan thuộc Nga hay Turkestanskii Krai (vùng Turkestan). Sau cách mạng tháng Mười Nga, vào ngày 31 tháng 10 năm 1917, một cuộc nổi dậy của nhân dân lao động đã lật đổ vương triều Tashkent. Vào giữa tháng 11, Đại hội Xô viết Vùng lần III được tổ chức và tuyên bố thành lập chính quyền Xô viết trên toàn Turkestan. Tuy nhiên Đại hội không giải quyết vấn đề tự trị của Turkestan. Phái tư sản dân tộc chủ nghĩa nắm lấy cơ hội này, liên minh với lực lượng phản cách mạng ở Nga và tuyên bố Turkestan độc lập. Họ tổ chức một đại hội ở Kokand và dự định xây dựng một nhà nước Hồi giáo. Các nỗ lực của phái này để lật đổ chính quyền Xô viết bị thất bại. Vào tháng 2 năm 1918, Kokand tan rã. Nước cộng hòa xã hội chủ nghĩa Xô viết tự trị Turkestan thuộc Liên Xô được thành lập, sau đó được chia ra thành nước cộng hòa xã hội chủ nghĩa Xô viết Kazakh (Kazakhstan), nước cộng hòa xã hội chủ nghĩa Xô viết Kirghiz (Kyrgyzstan), nước cộng hòa xã hội chủ nghĩa Xô viết Tajik (Tajikistan), nước cộng hòa xã hội chủ nghĩa Xô viết Turkmenia (Turkmenistan) và nước cộng hòa xã hội chủ nghĩa Xô viết Uzbek (Uzbekistan). Sau sự sụp đổ của Liên bang Xô viết, các nước cộng hòa này đã trở thành các quốc gia độc lập.
Đông Turkestan, thường được gọi là Turkestan thuộc Trung Quốc, là quê hương của những người Tuốc định cư sớm nhất trong khu vực, người Duy Ngô Nhĩ (hay còn được gọi là Úy Ngột Nhi). Khu vực này cuối cùng đã do nhà Thanh quản lý vào giữa thế kỷ 18 và được đặt tên là Tân Cương, có nghĩa là biên cương mới. Sau đó Cộng hòa nhân dân Trung Hoa đã quản lý khu vực này và hiện nay nó có tên gọi chính thức là Khu tự trị Duy Ngô Nhĩ Tân Cương.
Hiện nay vẫn còn một thành phố mang tên Turkestan ở miền nam Kazakhstan.

## Chuyện bên lề: Tàu thủy Liên Xô mang tênTurkestan
Trong đội tàu buôn Liên Xô cũ hồi giữa thế kỷ 20 có một chiếc mang tên Turkestan. Tàu Turkestan đã nhiều lần chở hàng đến Bắc Việt Nam trong thời kỳ chiến tranh Việt Nam.
Tháng 5/1967 tàu thực hiện chuyến thứ tư của năm đến Việt Nam, neo đậu tại cảng Hồng Gai. Ngày 2/6/1967, không quân Mỹ đánh phá thành phố Hồng Gai. Hai phi cơ Mỹ bổ nhào xuống tàu Turkestan, thả một trái bom nổ cách tàu vài chục mét, tiếp đến thi nhau nã pháo và súng liên thanh cỡ lớn vào tàu. Tàu Turkestan bị 67 lỗ thủng, buồng lái và cây cầu trên tàu đã bị hỏng, 7 thủy thủ bị thương. Một người trong số họ đã hy sinh, là thợ điện Nikolai Rybachuk.